# David Shaw
David Shaw es un deportista estadounidense que compitió en vela en la clase Star. Ganó una medalla de oro en el Campeonato Mundial de Star de 1980.

## Palmarés internacional
| Campeonato Mundial | Campeonato Mundial      | Campeonato Mundial | Campeonato Mundial |
| Año                | Lugar                   | Medalla            | Clase              |
| ------------------ | ----------------------- | ------------------ | ------------------ |
| 1980               | Río de Janeiro (Brasil) | Medalla de oro     | Star               |